# Pseudocanthon iuanalaoi
Pseudocanthon iuanalaoi är en skalbaggsart som beskrevs av Matthews 1966. Pseudocanthon iuanalaoi ingår i släktet Pseudocanthon och familjen bladhorningar. Inga underarter finns listade i Catalogue of Life.